# Захоплення американських заручників у Тегерані
Захоплення американських заручників у Тегерані — інцидент, відомий також як Захоплення американських заручників в Ірані, Дипломатична ірано-американська криза, коли 4 листопада 1979 року більше 60 американських дипломатів і працівників посольства США в Тегерані були захоплені групою іранських студентів із організації Мусульманські студенти — послідовники шляху Імама і більшість з них утримувалась як заручники протягом 444 днів.. Ця подія стала початком тривалої кризи американо-іранських стосунків і отримала діаметрально-протилежні оцінки: у США вона розглядалась як порушення міжнародного права і акт «тероризму та анархії», а в Ірані — як протест проти втручання США у його внутрішні справи, включаючи спроби протидіяти перемозі Ісламської революції, в результаті якої була повалена влада давнього союзника США на Близькому Сході шаха Мохаммеда Реза Пахлаві.
Після усунення від влади Мохаммеда Реза Пахлаві, він отримав політичний притулок в Єгипті, звідки у 1979 році відбув на лікування до США. Влада Ірану вимагала його повернення на батьківщину для судового переслідування за злочини, скоєні таємною поліцією САВАК проти громадян країни за часів авторитарного правління шаха, і захоплення заручників, яке відбулось без відома влади Ірану, було, однак, нею підтримане і використане для тиску на США. Стосунки між державами вкрай загострились після невдалої спроби США провести 24 квітня 1980 року воєнну операцію зі звільнення заручників, відому як Операція «Орлиний кіготь».
Мохаммед Реза Пахлаві помер від раку 27 липня 1980 року після повернення із США до Єгипту, а у вересні того ж року Ірак розпочав війну з Іраном за контроль над провінцією Хузестан, що змусило іранський уряд шукати дипломатичного вирішення ірано-американської кризи для зняття торгових санкцій, накладених на Іран, і розмороження його банківських активів у США. За посередництва Алжиру вдалось знайти порозуміння і 20 січня 1981 року, через кілька хвилин після відставки президента Джиммі Картера, всі заручники були звільнені.

## Передісторія

### Ісламська революція в Ірані
Мохаммед Реза Пахлаві прийшов до влади у 1941 році за підтримки Великої Британії та СРСР. В серпні 1953 року через непорозуміння з прем'єр-міністром Мохаммедом Мосаддиком був змушений залишити країну і повернувся після проведення спецслужбами Великої Британії і США операції «Аякс», в результаті якої Мосаддик був усунутий і заарештований. США доклали чимало фінансових зусиль для зміцнення положення шаха, модернізації Ірану, чому сприяло зростання прибутків від експорту нафти у 1960-70-х роках. Авторитарне правління шаха підтримувалось спецслужбою САВАК, створеною за підтримки ЦРУ, яка жортсоко переслідувало опозицію, зокрема ісламське духовенство, лідер якого священик з міста Кума Рухолла Хомейні у 1964 році був висланий з країни.
У 1978 році у більшості великих міст Ірану почалися масові антишахські заворушення радикально настроєного студентства і представників нижчих та середніх класів, які в грудні були підтримані армією. 16 січня 1979 року Реза Пехлаві був змушений виїхати з Ірану. 1 лютого 1979 року аятола Хомейні повернувся до Ірану і через два дні оголосив про створення Революційної ради, яка взяла курс на перетворення країни в ісламську державу.

### Адміністрація президента Картера
Після перемоги революції адміністрація президента Картера намагалась налагодити стосунки із новим урядом Ірану, проте через сильні антиамериканські настрої посольство США було кілька разів атаковане демонстрантами, яким 14 лютого 1979 року вдалось захопити його. Завдяки зусиллям іранської влади воно було звільнене, проте кількість персоналу довелось зменшити із майже тисячі чоловік до 66. 22 жовтня США дозволили колишньому іранському шаху, хворому на лімфому, пройти обстеження в нью-йоркській лікарні, що викликало невдоволення керівництва Ірану, яке побачило в цьому втручання у справи Ірану, і підштовхнуло радикально налаштованих студентів на нове захоплення посольства США з метою усунення від влади голови тимчасового уряду Мехді Базаргана, який, як вони вважали, підтримує США, і обміну захоплених заручників на шаха, який мав постати перед судом.
Як стало відомо значно пізніше, ЦРУ в той час не планувало жодних дій, направлених на повалення нової влади, і обмежувалось збором інформації для захисту посольства.

## Хроніка подій

### Перша спроба
14 лютого 1979 року озброєні люди увірвались на територію посольства США в Тегерані і захопили у заручники морського піхотинця Кеннета Крауса (Kenneth Kraus). Посол Вільям Салліван (William H. Sullivan) звернувся по допомогу до міністра іноземних справ Ірану Ібрагіма Язді (Ebrahim Yazdi) і посольство силами поліції було звільнене за три години. Краус був вивезений у невідомому напрямку, підданий тортурам і звільнений лише через шість днів

### Друга спроба
Наступна спроба захоплення посольства була організована у вересні 1979 року 24-річним студентом тегеранського Технологічного університету ім. Шаріфа Ібрагімом Азгарзадехом (Ebrahim Asgharzadeh), якого підтримало керівництво Ісламської організації університетів, що об'єднувала студентів більшості вузів іранської столиці, які для підготовки захоплення посольства створили організацію «Мусульманські студенти — послідовники шляху Імама (Muslim Student Followers of the Imam's Line)».
Як стало відомо пізніше зі слів Азгарзадеха, на першій зустрічі було п'ятеро студентів, двоє з яких пропонували захопити посольство СРСР, а метою акції було зайняти посольство на кілька днів, щоб привернути світову увагу до вимог Ірану.. Для виконання задуманого вони заручились підтримкою поліцейських, відповідальних за охорону посольства, та членів Корпусу вартових Ісламської революції і організували групу із близько 500 студентів, які дізнались про план захоплення лише за кілька годин до його початку.

### Захоплення

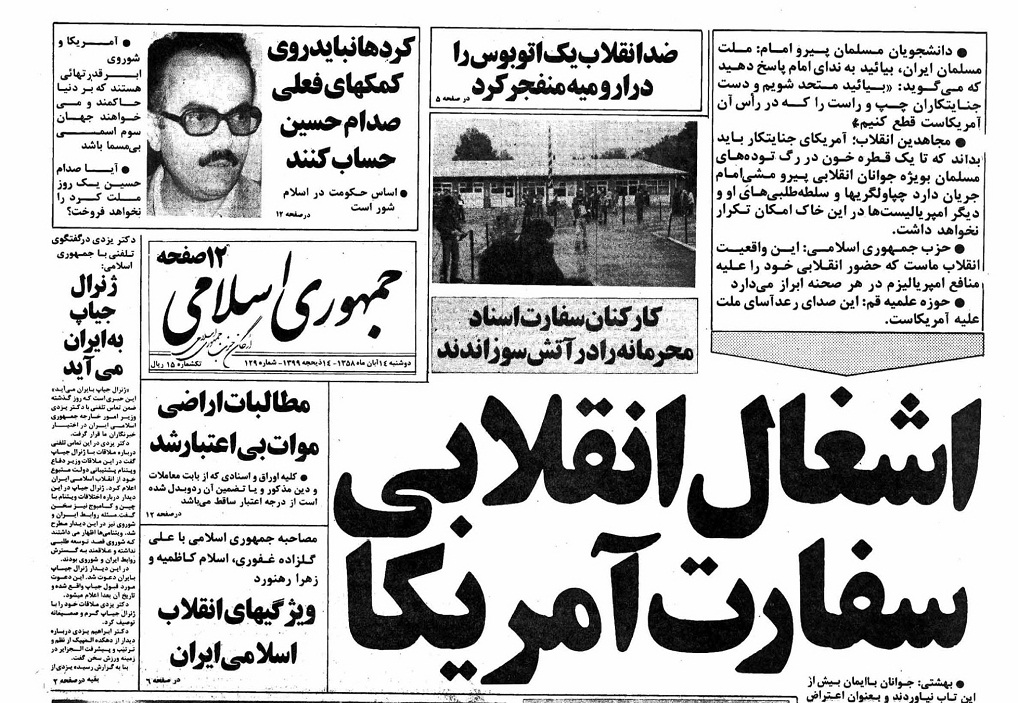
Заголовок в «Ісламській республіканській газеті» за 5 листопада 1979 року: «Революціонери захопили посольство США».

4 листопада 1979 року близько 6:30 ранку одна із дівчат-студенток підійшла до воріт посольства і схованими під одягом ножицями перерізала ланцюг на воротах, через які невелика група студентів зайшла на територію. Після цього до посольства стали під'їжджати автобуси з людьми, які влаштували перед
ворітьми імпровізований мітинг, що не дозволило охороні застосувати радикальні заходи зі звільнення території.
За словами міністра закордонних справ Ібрагіма Язді, коли він повідомив Хомейні про захоплення посольства студентами, той наказав йому «викинути їх геть», проте того ж дня увечері, виступаючи по радіо, Хомейні назвав захоплення «другою революцією», що «очистить Тегеран від американських шпигунів». Студенти, зрозумівши, що ні американська охорона, ні влада Ірану не мають наміру силою звільняти посольство, оголосили всіх, хто перебував на його території, заручниками і, зав'язавши їм очі, виставили перед фотографами, що фільмували події. Група із шести дипломатів, яка, дізнавшись про події, намагалась знайти захист у Британському посольстві, була перехоплена по дорозі до нього, а ще одна група з шести чоловік зуміла добратись до посольства Швеції, де переховувалась протягом шести місяців. В ході операції, відомої як Канадська хитрість, їх вдалось доставити до посольства Канади і з допомогою ЦРУ 28 січня 1980 року вивезти до Швейцарії.

## Розвиток подій

### Утримання заручників
В середині листопада із «солідарності до пригнічених націй» і з «поваги до жінок» були звільнені 13 жінок і афро-американців (єдиним незвільненим афро-американцем був Чарльз Джонс-молодший  (Charles A. Jones, Jr.). Ще один заручник, віце-консул Річард Квін, був звільнений 11 липня 1980 року після діагностування у нього розсіяного склерозу. Решта 52 заручника були звільнені через 444 дні у січні 1981 року.
Спочатку всі заручники утримувались у посольстві, але після спроби їх звільнення були розділені і утримувались в різних місцях Тегерану. У середині літа 1980 року заручників перевели в тюрму в Тегерані, щоб унеможливити їх втечу, звільнення і спростити процедуру їх харчування та охорону. З листопада і до самого звільнення заручники проживали в приватному маєтку в Тегерані, де, нарешті, отримали доступ до гарячої і холодної води і де їх відвідали кілька послів та дипломатів інших країн.
Пропаганда Ірану, а також офіційні особи стверджували, що заручники насправді їх гості і належно утримуються. Реальні умови утримання у заручників були різні, але більшість із них згодом відзначали, що загроза їх життю була реальною і вони її відчували протягом усього терміну утримання. Серед скарг заручників були побиття, кількаденне утримування із зав'язаними руками, крадіжка особистих речей, фіктивні розстріли, гра в «російську рулетку».
На знак протесту проти умов утримання армійський медик Дональд Хоман (Donald Hohman) два тижні голодував, Стів Лаутербах (Steve Lauterbach) здійснив спробу самогубства, розрізавши вени розбитою склянкою, а зв'язківець Джеррі Міл (Jerry Miele) навмисно розбив собі голову об край дверей; він став об'єктом постійних жартів охоронців, які спорудили імпровізований електричний стілець, натякаючи що чекає його після повернення на батьківщину. Обом постраждалим була надана кваліфікована медична допомога у лікарні.
У день звільнення всі заручники пройшли через стрій озброєних студентів, які кричали «Смерть Америці!»

### Реакція у США

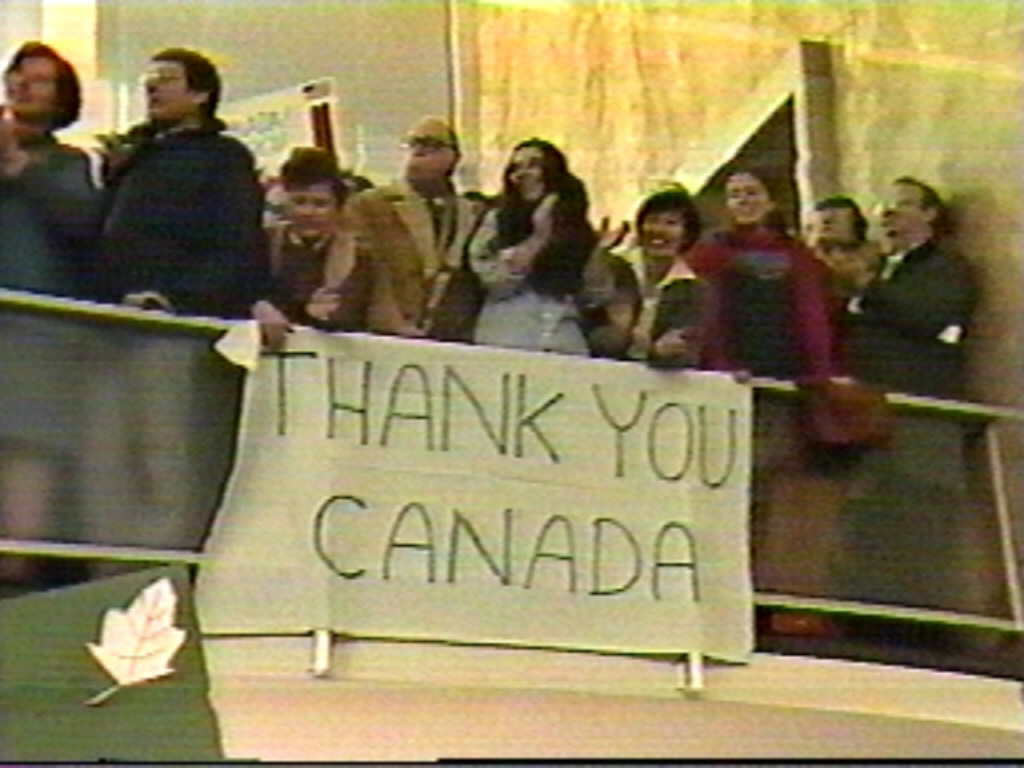
Американці висловлюють подяку Канаді за зусилля зі звільнення американських дипломатів

У США ситуація із заручниками була сприйнята не як порушення правил дипломатії, а як «оголошення війни інституту дипломатичних відносин». За розпорядженням президента Картера 12 листопада 1980 року був заборонений імпорт нафтопродуктів з Ірану, 14 листопада був накладений арешт на 8 млрд доларів уряду Ірану, які зберігались в американських банках.

### Канадська хитрість
У день захоплення заручників шість працівників змогли сховатись спочатку у шведському посольстві, звідки через три місяці перебрались в дім канадського дипломата Джона Шердауна, де проживали з відома посла Канади в Ірані Кеннета Тейлора (Kenneth D. Taylor). В кінці 1979 року прем'єр Канади Джо Кларк видав секретне розпорядження, яким дозволив виготовлення для американців канадських паспортів, з якими вони мали б виїхати з Ірану. Разом із ЦРУ США була розроблена операція, за легендою якої шість американських дипломатів мали б зображати канадську знімальну групу, яка перебувала в Ірані для пошуку місця зйомок для майбутнього фільму. Їм вдалось вилетіти до Швейцарії 28 січня 1980 року, а історія з їх звільнення, описана у книзі керівника операції агента ЦРУ Тоні Мендеса «Майстер маскування», стала основою сценарію, за яким у 2012 році було знято кінострічку «Арго».

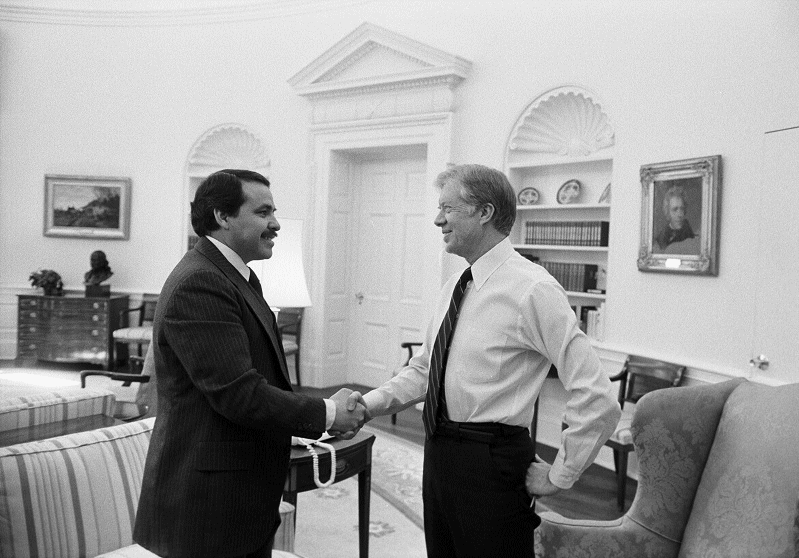
Тоні Мендес і Джиммі Картер. 1980 рік

### Спроби звільнення

#### Перша спроба
Відхиливши вимоги Ірану, Джимі Картер санкціонував операцію з їх звільнення, яка розпочалась 24 квітня 1980 року. Згідно із задумом вона складалася з двох фаз й мала проводититись протягом двох ночей. На першому етапі бойова група спецоперацій літаками мала перетнути повітряний простір Ірану поблизу морського узбережжя 100 км західніше міста Чахбехар. Далі авіація прямувала у точку «Пустеля Один» (33°04′23″ пн. ш. 55°53′33″ сх. д. / 33.07306° пн. ш. 55.89250° сх. д.) над пустелею Деште-Лут, куди літаком C-130 доставлялися запаси пального. Для проведення спецоперації виділялися вісім важких вертольотів ВМС RH-53D «Сі Сталліон» з борту авіаносця «Німіц», які мали своїх ходом прибути до пункту «Пустеля Один», де дозаправлялися, і перелітали ще 400 км до району «Пустеля Два» (35°14′00″ пн. ш. 52°09′00″ сх. д. / 35.23333° пн. ш. 52.15000° сх. д.) за 80 км від Тегерану.

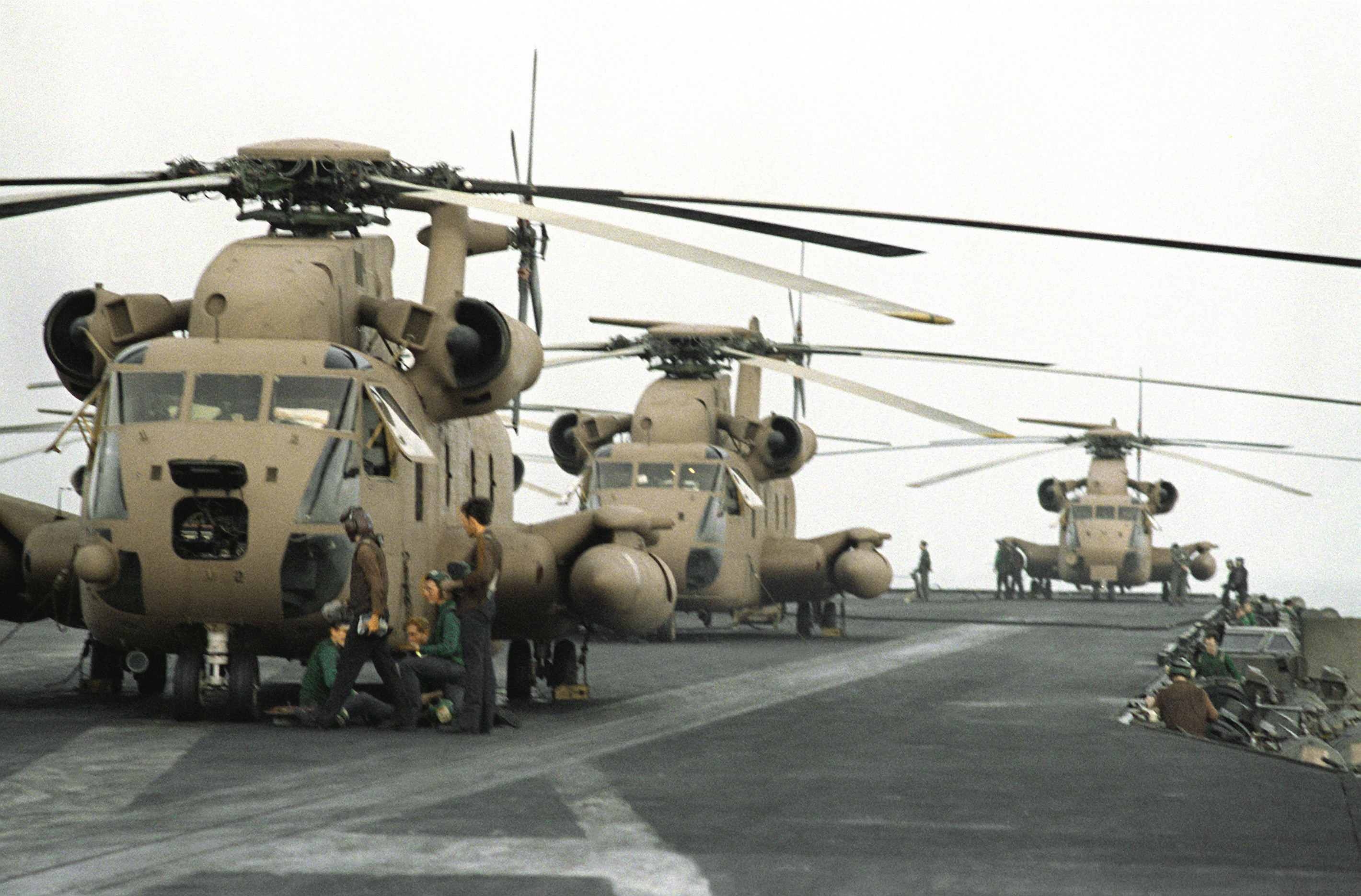
Група вертольотів RH-53D «Сі Сталліон» зі складу 16-го крила палубної авіації HM-16 на авіаносці «Німіц» готові до зльоту в Іран. 24 квітня 1980

На другу ніч планувалося проведення активної фази операції з рятування заручників. Агенти ЦРУ, що були в Ірані, за планом операції приїжджали на вантажівках до району «Пустеля Два», звідки разом зі штурмовою групою висувалися по шосе до столиці Ірану. З повітря штурмову групу прикривав літак вогневої підтримки AC-130, який мав літати понад містом для здійснення безпосереднього прикриття атакуючих наземних сил. Ще одна ударна група — армійських рейнджерів — мала захопити військовий аеродром у Манзаріхі (під Тегераном), куди приземлятимуться військово-транспортні літаки C-141 «Старліфтер».
По готовності основна штурмова група здійснювала нічний напад на захоплену будівлю американського посольства, нейтралізацію охорони і переміщення заручників на розташований поблизу стадіон, звідки ті вертольотами мали бути доставлені на захоплену військову авіабазу у Манзаріхі, відправну точку для вильоту з території Ірану C-141 усіх учасників операції. Загальне прикриття усіх етапів акції покладалося на два авіаційних крила палубної авіації.
Операція готувалася поспіхом, без врахування думки та порад фахівців. Виконавці з самого початку зіткнулися з безліччю труднощів і врешті-решт операція була скасована, навіть не вийшовши на активну фазу. При перельоті ударного угруповання вертольотів до точки «Пустеля Один», з 8 вертольотів до цілі прибуло тільки 5, решта з технічних причин не була здатна діяти далі. Після скасування операції один з гелікоптерів врізався в транспортний літак, що привело до загибелі 8 американських військових і втрати літака та вертольота. Ще однією жертвою операції став пасажир іранського бензовоза, який був підірваний американцями після приземлення в точці «Пустеля Один».
Після того як про фіаско операції «Орлиний кіготь» стало загальновідомо, шанси на дипломатичне вирішення питання звільнення заручників були повністю втрачені, а для Джиммі Картера воно стало однією із основних причин поразки на майбутніх президентських виборах 1980 року.

#### Друга спроба
Друга спроба звільнення заручників, яка планувалась, але не була втілена, передбачала використання двох літаків YMC-130H Hercules, які були перероблені для того, щоб бути в змозі приземлитись на футбольному стадіоні поблизу американського посольства в Тегерані. Проте, під час випробувань один з літаків зазнав аварії і згорів, а після поразки Картера на виборах у листопаді 1980 року, робота над цією операцією була припинена.
Невдачі при звільнення заручників зумовили створення спеціальної вертольотної групи 160th SOAR для виконання подібних задач.

### Звільнення
Ослаблення іранських позицій на міжнародній арені підштовхнуло Саддама Хусейна 22 вересня 1980 року розпочати війну за контроль над провінцією Хузестан. Успіх Іраку у перші місяці війни змусив іранський уряд ініціювати вирішення конфлікту із США, щоб домогтися зняття торгових санкцій, накладених на Іран, і розмороження його банківських активів у США. За посередництва Алжиру і Великої Британії 19 січня 1981 було підписано Алжирські угоди і 20 січня 1981 року, через кілька хвилин після відставки президента Джиммі Картера, коли новий президент США Рональд Рейган виголошував свою інавгураційну промову, всі 52 заручники були звільнені. Вони вилетіли до Алжиру на знак вдячності за зусилля цієї країни з їх звільнення, звідки літак взяв курс на авіабазу Rhein-Main у Західній Німеччині, де їх вітав Джиммі Картер і віце-президент Джордж Буш-старший.

## Післямова

### Іран
Ірано-іракська війна почалась менше, ніж через рік після захоплення заручників у Тегерані і стала можливою багато в чому через втрату Іраном міжнародної підтримки і втрату в особі США потужного союзника. Військові невдачі загострили і без того непрості відносини між членами іранської верхівки, дискредитували армію і підірвали політичні позиції президента Банісадра, який був зміщений у червні 1981 року.
Організація моджахедів іранського народу (ОМІН), протестуючи проти посилення ролі клерикалів, розгорнула терористичну діяльність. Її найбільшим успіхом стало вбивство нового президента країни Мохаммада Алі Раджаї і прем'єр-міністра Мухаммеда Джавада Бахонара. Коли в кінці 1982 року Іран зумів перейти у контрнаступ, США почали надавати підтримку Іраку, якому також допомагали СРСР, країни НАТО, Франція, Велика Британія, Бразилія, Югославія, Іспанія, Італія, Єгипет, Саудівська Аравія і ФРН.

### США
На президентських виборах 1980 року Джиммі Картер, який балотувався на другий термін, програв республіканцю Рональду Рейгану. На думку оглядачів, це відбулось не в останню чергу через невдалу операцію зі звільнення заручників, яких Іран відпустив через кілька хвилин після того, як Джиммі Картер перестав бути президентом.
Колишнє приміщення посольства США у Тегерані тривалий час використовувалось урядом Ірану, а з 2001 року стало музеєм революції.

## Заручники
Всього було 66 заручників — 57 було захоплено безпосередньо в приміщенні посольства, 6 при спробі втечі біля посольства Великої Британії і 3 були схоплені біля Міністерства закордонних справ Ірану, де й утримувались. Троє із заручників були кадровими офіцерами ЦРУ.

### Дипломати, яким вдалось уникнути захоплення
- Роберт Андерс 54 роки, радник консульства;
- Марк Дж. Ліджек 29 років, радник консульства;
- Кора А. Ліджек, 25 років, асистент консульства;
- Генрі Л. Шац, 31 рік, аташе з сільськогосподарських питань;
- Джозеф Д. Стаффорд 29 років, радник консульства;
- Кетлін Ф. Стаффорд 28 років, асистент консульства.

### Заручники, звільнені 19–20 листопада 1979 року
- Kathy Gross, 22 роки, секретарка
- Sgt. James Hughes, 30 років, офіцер служби безпеки
- Lillian Johnson, 32 роки, секретарка
- Sgt. Ladell Maples, 23 роки, морський піхотинець
- Elizabeth Montagne, 42 роки, секретарка
- Sgt. William Quarles, 23 роки, морський піхотинець
- Lloyd Rollins, 40 років, адміністратор
- Capt. Neal (Terry) Robinson, офіцер служби безпеки
- Terri Tedford, 24 роки, секретар
- Sgt. Joseph Vincent, 42 роки, офіцер служби безпеки
- Sgt. David Walker, 25 років, морський піхотинець
- Joan Walsh, 33 роки, секретарка
- Cpl. Wesley Williams, 24 роки, морський піхотинець

### Заручник, звільнений 11 липня 1980 року
- Річард Квін, 28 років, віце-консул

### Заручники, звільнені 20 січня 1981 року
- Thomas L. Ahern, Jr., офіцер з контролю за наркотиками (пізніше ідентифікований як кадровий співробітник ЦРУ[25][26]
- Clair Cortland Barnes, 35 років, спеціаліст по зв'язку
- William E. Belk, 44 роки, спеціаліст по зв'язку
- Robert O. Blucker, 54 роки, економіст
- Donald J. Cooke, 25 років, віце-консул
- William J. Daugherty, 33 роки, секретар посольства (пізніше ідентифікований як кадровий співробітник ЦРУ[27])
- Lt. Cmdr. Robert Englemann, 34 роки, аташе з морських питань
- Sgt. William Gallegos, 22 роки, морський піхотинець
- Bruce W. German, 44 роки, фінансовий спеціаліст
- Duane L. Gillette, 24 роки, спеціаліст по зв'язку
- Alan B. Golacinski, 30 років, голова служби безпеки
- John E. Graves, 53 роки, спеціаліст по зв'язках з громадськістю
- CWO Joseph M. Hall, 32 роки, військовий аташе
- Sgt. Kevin J. Hermening, 21 рік, морський піхотинець
- Sgt. 1st Class Donald R. Hohman, 38 років, військовий медик
- Col. Leland J. Holland, 53 роки, військовий аташе
- Michael Howland, 34 роки, офіцер служби безпеки
- Charles A. Jones, Jr., 40 років, спеціаліст по зв'язку, оператор телетайпу
- Malcolm K. Kalp, 42 роки, фінансовий спеціаліст
- Moorhead C. Kennedy, Jr., 50 років, спеціаліст із фінансових і економічних питань
- William F. Keough, Jr., 50 років, суперінтендант Американської школи в Ісламабаді (перебував у посольстві з візитом)
- Cpl. Steven W. Kirtley, морський піхотинець
- Kathryn L. Koob, 42 роки, спеціаліст з питань культури (одна з двох жінок-заручниць)
- Frederick Lee Kupke, 34 роки, спеціаліст по зв'язку
- L. Bruce Laingen, 58 років, повіренний у справах
- Steven Lauterbach, 29 років, адміністратор
- Gary E. Lee, 37 років, адміністратор
- Sgt. Paul Edward Lewis, 23 роки, морський піхотинець
- John W. Limbert, Jr., 37 років, спеціаліст з питань Близького Сходу
- Sgt. James M. Lopez, 22 роки, морський піхотинець
- Sgt. John D. McKeel, Jr., 27 років, морський піхотинець
- Michael J. Metrinko, 34 роки, спеціаліст з політичних питань
- Jerry J. Miele, 42 роки, спеціаліст по зв'язку
- Staff Sgt. Michael E. Moeller, 31 рік, керівник підрозділу морської піхоти
- Bert C. Moore, 45 років, адміністратор
- Richard Morefield, 51 рік, генеральний консул
- Capt. Paul M. Needham, Jr., 30 років, спеціаліст з логістики
- Robert C. Ode, 65 років, пенсіонер, тимчасовий працівник посольства
- Sgt. Gregory A. Persinger, 23 роки, морський піхотинець
- Jerry Plotkin, 45 років, бізнесмен (перебував у посольстві з візитом)
- MSgt. Regis Ragan, 38 років, військовий аташе
- Lt. Col. David M. Roeder, 41 рік. заступник військового аташе
- Barry M. Rosen, 36 років, прес-аташе
- William B. Royer, Jr., 49 років, помічник керівника Товариства Іран-США
- Col. Thomas E. Schaefer, 50 років, військовий аташе
- Col. Charles W. Scott, 48 років, військовий аташе
- Cmdr. Donald A. Sharer, 40 років, військовий аташе
- Sgt. Rodney V. (Rocky) Sickmann, 22 роки, морський піхотинець
- Staff Sgt. Joseph Subic, Jr., 23 роки, військовий аташе
- Elizabeth Ann Swift, 40 років, заступниця начальника відділу з політичних питань (одна з двох жінок-заручниць)
- Victor L. Tomseth, 39 років, радник відділу політичних питань
- Phillip R. Ward, 40 років, офіцер ЦРУ

Всі співробітники посольства США в Тегерані і ЦРУ були нагороджені Медаллю за доблесть. Всі військові (крім сержанта Джозефа Субіка, який «в складних умовах вів себе не так, як це належить військовому» — за заявами інших заручників співпрацював із терористами) були нагороджені медаллю за похвальну службу.
У 2000 році заручники і їх сім'ї програли суд проти Ірану — федеральний суддя постановив, що немає підстави вимагати компенсації завданих моральних і матеріальних збитків, оскільки це не було передбачено Алжирськими угодами, за якими заручники були звільнені.

## Студенти, що брали участь в захопленні посольства і стали відомими політиками
- Аббас Абді — один з організаторів захоплення; журналіст, соціолог-самоучка, після 1993 року став одним із найзапекліших критиків влади в Ірані.
- Хамід Абуталебі — дипломат і посол в Австралії, Італії, Європейському Союзі, ООН (з 2014 року).
- Ебрагім Азгарзадех (англ. Ebrahim Asgharzadeh) — організатор захоплення; впливовий політик, депутат іранського парламенту в 1989—1993 роках, голова міської ради Тегерану у 1999—2003 роках.
- Мохсен Мірдамаді — депутат іранського парламенту в 2000—2004 роках; згодом — голова партії Ісламський фронт Ірану.
- Масума Ебтекар — прес-секретар студентів, що захопили посольство; пізніше — журналістка, вчений з охорони довкілля, перша жінка, що стала віце-президентом Ірану (з 2013 року).
- Мохаммад Мусаві Хоєніха — духовний наставник студентів; пізніше — голова Асоціації войовничих клерикалів.
- Хуссейн Шейхолеслам — депутат, посол Ірану в Сирії.

## Теорія змови
Противники Рональда Рейгана стверджують, проте, бездоказово, що між його командою з підготовки президентських виборів і владою Ірану існувала спеціальна угода, за якою заручники ні за яких обставин не повинні були бути звільнені за президентства Джиммі Картера. Прихильники цієї теорії стверджують, що відповідні переговори проводив у Парижі віце-президент часів Рональда Рейгана і 41-й президент США Джордж Буш-старший і спираються на припущення, що успіх в операції по звільненню заручників дозволив би Картеру перемогти на виборах в листопаді 1980 року.